# Trophée Luc Robitaille
Die Trophée Luc Robitaille (engl. Luc Robitaille Trophy) ist eine Trophäe der Québec Major Junior Hockey League. Sie wird seit der Saison 2001/02 jährlich an die Mannschaft mit den meisten Torerfolgen in der regulären Saison vergeben; seit 2015 wird dies an den durchschnittlichen Toren pro Spiel und nicht wie bisher an der absoluten Gesamtzahl an Toren festgemacht. Die Trophäe wurde nach Luc Robitaille benannt, der von 1983 bis 1986 bei den Hull Olympiques spielte, danach als torgefährlichster Linksaußen in der Geschichte der National Hockey League einging und in die Hockey Hall of Fame aufgenommen wurde.

## Gewinner

### Meiste Tore pro Spiel
| Saison  | Team                     | Tore pro Spiel |
| ------- | ------------------------ | -------------- |
| 2024/25 | Moncton Wildcats         | 4,59           |
| 2023/24 | Drummondville Voltigeurs | 4,50           |
| 2022/23 | Halifax Mooseheads       | 4,92           |
| 2021/22 | Saint John Sea Dogs      | 4,57           |
| 2020/21 | Charlottetown Islanders  | 4,90           |
| 2019/20 | Sherbrooke Phoenix       | 4,60           |
| 2018/19 | Drummondville Voltigeurs | 4,97           |
| 2017/18 | Drummondville Voltigeurs | 4,07           |
| 2016/17 | Charlottetown Islanders  | 4,37           |
| 2015/16 | Rouyn-Noranda Huskies    | 4,38           |
| 2014/15 | Moncton Wildcats         | 4,06           |

### Meiste Tore
| Saison  | Team                                      | Tore |
| ------- | ----------------------------------------- | ---- |
| 2013/14 | Val-d’Or Foreurs                          | 306  |
| 2012/13 | Halifax Mooseheads                        | 347  |
| 2011/12 | Victoriaville Tigres                      | 311  |
| 2010/11 | Saint John Sea Dogs                       | 324  |
| 2009/10 | Saint John Sea Dogs                       | 309  |
| 2008/09 | Drummondville Voltigeurs                  | 345  |
| 2007/08 | Rouyn-Noranda Huskies                     | 294  |
| 2006/07 | Cape Breton Screaming Eagles              | 308  |
| 2005/06 | Québec Remparts                           | 349  |
| 2004/05 | Rimouski Océanic                          | 333  |
| 2003/04 | Gatineau Olympiques                       | 306  |
| 2002/03 | Baie-Comeau Drakkar                       | 319  |
| 2001/02 | Shawinigan Cataractes Baie-Comeau Drakkar | 288  |

## Quelle
- Québec Major Junior Hockey League Guide 2010–2011, S. 233